# Pablo Coro Quitral
Pablo Coro Quitral (Chile, 19 de abril de 1990) es un basquetbolista chileno. Con una altura de 1,90 metros, juega habitualmente en las posiciones de base y escolta. Ha representado a Chile internacionalmente tanto a nivel juvenil como a nivel absoluto.

## Trayectoria

### Juvenil
Coro empezó a jugar al baloncesto desde muy temprano, destacándose por su talento (entre los hitos de su carrera juvenil, sobresale la conquista del torneo de baloncesto de los Juegos Escolares Sudamericanos de 2004, jugando como invitado del Colegio San Francisco Javier de Puerto Montt).
Debutó en la DIMAYOR con apenas 14 años de edad, jugando para Provincial Osorno, donde también actuaba su padre Pablo Coro Oyarzo. 
Asistió a campos de reclutamiento de Boca Juniors, Stella Azzurra Roma y Real Madrid, pero ninguno de esos clubes lo incorporó a su cantera. En 2008 partió hacia los Estados Unidos para estudiar en la Juan Diego Catholic High School de Salt Lake City, Utah, donde jugó una temporada con los Soaring Eagles, el equipo de básquetbol de la institución. 

### Universidad
En 2009 fue reclutado por la Universidad Estatal de Weber para formar parte de los Wildcats. Allí debía desempeñarse como suplente de Damian Lillard y Franklin Session, pero una lesión que sufrió antes de que comenzara la temporada derivó en que fuese designado como redshirt y no jugase ni un partido con el equipo. 
Al año siguiente se transifirió a la sede de Hawái de la Universidad Brigham Young, por lo que se unió a los 
Seasiders, pasando de la División I a la División II de la NCAA. Coro, luego de un año de inactividad, jugó cuatro temporadas entre 2011 y 2015 con su nuevo equipo, promediando 11,4 puntos, 2,2 rebotes y 3,6 asistencias por partido en 109 presentaciones.

### Profesionalismo
Al dejar el baloncesto universitario estadounidense, regresó a Chile y fichó con la Universidad de Concepción.
En marzo de 2016 se unió al Deportivo Valdivia, pero en julio de ese año abandonó nuevamente su país para jugar en el exterior. Esta vez su destino fue el Römerstrom Gladiators Trier de la ProA de Alemania. Fue repatriado por el Osorno Básquetbol en mayo de 2017. 
Una lesión en sus rodillas que sufrió en agosto de 2018 lo alejó de las canchas durante varios meses. Recién reapareció en julio de 2019, jugando para el Sergio Ceppi de la segunda división del baloncesto profesional chileno. Un par de meses después, en septiembre de 2019, Coro se incorporó como refuerzo al Municipal Puente Alto.
El jugador fue convocado en 2022 a formar parte del proyecto Santiago Morning Quilicura, el cual se estrenaba con un equipo profesional que esperaba competir en la Copa Chile de Básquetbol y en la Liga Nacional de Básquetbol de Chile.
En 2023 regresó al Municipal Puente Alto. 

## Selección nacional
Coro disputó el Campeonato Sudamericano de Baloncesto Sub-16 en 2005 y en 2006, como también el Campeonato Sudamericano de Baloncesto Sub-17 de 2007.
En 2016 participó del Campeonato Sudamericano de Baloncesto con la selección mayor.
Posteriormente siguió jugando para el equipo nacional hasta su renuncia en febrero de 2018, luego de que criticara a FEBACHILE por no apoyar debidamente a los jugadores que representaban al país a nivel internacional.

## Vida privada
Pablo Coro Quitral es parte de una familia muy ligada al deporte, ya que su padre, Pablo Coro Oyarzo, fue jugador profesional y miembro de la selección de baloncesto de Chile, pero también su abuelo Smiljan Coro Matic se destacó jugando al básquetbol, al igual que su tío Frane Coro Oyarzo y su primo Branko Coro Lucero.